# Kandukuri Viresalingam

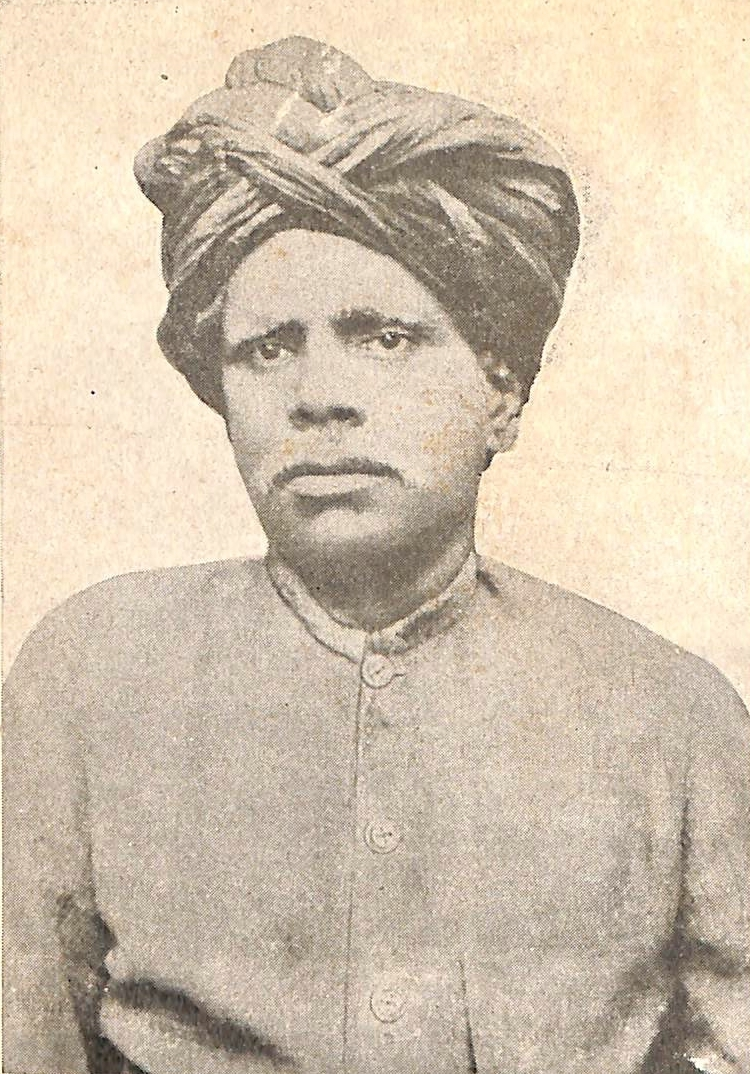
Kandukuri Veeresalingam

Kandukuri Viresalingam (Telugu కందుకూరి వీరేశలింగం; * 16. April 1848 in Rajahmundry; † 27. Mai 1919) war ein indischer Reformer und Literat. Er war Angehöriger der Kaste der Brahmanen und wird heute als eine der großen Figuren des Telugu angesehen.

## Kindheit und Jugend
Viresalingam besuchte zunächst eine lokale Schule, während er gleichzeitig von seinem Onkel in Englisch und Mathematik unterrichtet wurde. Ab 1860 besuchte er eine weiterführende, englischsprachige Schule. In dieser las er die Schriften von Keshab Chandra Sen, einem bengalischen Reformer und Mitglied des Brahmo Samaj. In der Folge begann sich sein Weltbild zu verändern; weg von einem traditionellen hin zu einem westlich rationalen. Immer öfter hinterfragte er kritisch Themen wie Kaste, Astrologie, Religion und religiöse Praktiken. Als er die Schule im Jahr 1870 mit einem Abschluss verließ, hatte sich seine Weltanschauung stark verändert. Von diesem Zeitpunkt an begann er, sich für Reformen starkzumachen; im Gegensatz zu vielen anderen machte er sich auch aktiv an deren Umsetzung.

## Literarische Karriere und soziale Reformen (1874 bis 1893)
Viresalingam gründete im Jahr 1874 in Rajahmundry die Telugu-Zeitschrift Viveka Vardhani (Das Wachstum der Weisheit). Diese enthielt wissenschaftliche Artikel, Ideen und Vorschläge für Sozialreformen und Essays mit moralisch belehrendem und teils auch polemischen Inhalt. Diese Essays waren oftmals gegen die Ansichten seiner eigenen Kaste gerichtet. 
Im Jahr 1878 veröffentlichte er seinen Roman Rajasekhara Caritramu. Dieser Roman war der zweite, der auf Telugu erschien. Im gleichen Jahr gründete er, ebenfalls in Rajahmundry, den ersten Prarthana Samaj von Andhra. Dieser war in vielerlei Hinsicht mit dem Brahmo-Samaj-Zentrum in Madras identisch. 
Da seine Thesen von einer möglichst breiten Schicht gelesen werden sollten, beschloss er, ab 1880 nur noch in der Umgangssprache zu schreiben. Dieser Entschluss führte dazu, dass das Telugu nicht mehr nur als Verständigungsmittel angesehen wurde, sondern auch als identitätsstiftendes Merkmal.
Viresalingam war ein loyaler Untertan des Raj und infolgedessen mit vielen Briten befreundet. Er widmete ihnen viele seiner Bücher, und manche seiner Werke wurden zur Pflichtlektüre bei der Kolonialregierung in Madras und an der University of Madras. Diese Faktoren sorgten dafür, dass seine Bücher oft verkauft wurden und ihn deswegen finanziell unabhängig machten. Diese finanzielle Freiheit, verbunden mit seinem freundschaftlichen Verhältnis zur Kolonialregierung, ermöglichten es ihm, auch Unternehmungen wie z. B. Witwenheiraten durchzuführen. Diese Hochzeiten konnten nur unter starkem Polizeischutz durchgeführt werden. Es wurden auch nur christliche und muslimische Polizisten hierfür eingesetzt, da man hinduistischen nicht traute. Mit dem Aufkommen des indischen Nationalismus und der Gründung des Indischen Nationalkongress im Jahr 1885 geriet Viresalingam jedoch in die Kritik und musste Stellung beziehen. 
| Personendaten    | Personendaten                                       |
| ---------------- | --------------------------------------------------- |
| NAME             | Viresalingam, Kandukuri                             |
| ALTERNATIVNAMEN  | Veeresalingam, Kandukuri; Veereshalingam, Kandukuri |
| KURZBESCHREIBUNG | indischer Reformer und Schriftsteller               |
| GEBURTSDATUM     | 16. April 1848                                      |
| GEBURTSORT       | Rajahmundry                                         |
| STERBEDATUM      | 27. Mai 1919                                        |